# إليكترونيك روك
إليكترونيك روك (بالإنجليزية: Electronic Rock)‏، يعرف أيضًا بديجيتال روك (بالإنجليزية: Digital Rock)‏ وسينثروك (بالإنجليزية: Synthrock)‏ هو نوع موسيقي متأثر بشكل كبير من الروك، ويحتوي عناصر من موسيقى الإليكترونيكا، وتستخدم معه الأمزِجة الموسيقية، وتطورات تقنية أخرى مثل الإم آي دي آي (جهاز يستخدم في إنشاء المقطوعات) ولوحات المفاتيح. ومن الفِرَق التي عزفت/تعزف الإلكترونيك روك: «البيتلز (The Beatles)»، و«ديبيتش مود (Depeche Mode)»، و«راديوهيد (Radiohead)»، و«لينكين بارك (Linkin Park)».